# Ivar Eriksson
Ivar Eriksson (25 de dezembro de 1909 - 12 de abril de 1997) foi um futebolista sueco. Ele competiu na Copa do Mundo FIFA de 1938, sediada na França, na qual a seleção de seu país terminou na quarta colocação.